# Akademismus
Akademismus bedeutet laut Duden eine „künstlerische Betätigung und Auffassung, die das Formale überbetont und im Dogmatischen erstarrt ist“. Der Begriff wird auch als seltener gebrauchte Bezeichnung für die in der Romantik so wichtige wie bald verspottete Akademische Kunst verwendet. Ebenso werden mit dem Begriff übertrieben theoretische und nicht praxisnahe universitäre Verhaltensweisen und Strukturen kritisiert.

## Akademismus im übertragenen Sinn
Der Begriff Akademismus geht über den Bereich der Malerei und Skulptur hinaus, die eine strenge Einhaltung der formalen technischen und ästhetischen Regeln der Kunstakademien einhielten. Im Bereich der  bildenden Kunst werden so unter anderem architektonischer Historismus, Neoklassizismus, Eklektizismus und  die Künstlergruppe Novecento bezeichnet, insbesondere in Italien wurde dem gegenüber der Rationalismus gestellt. Es wurden darüber hinaus ebenso musikalische und literarische Werke bezeichnet. Adolf Stern konstatierte bereits 1882 einen Zusammenhang zwischen der Gegenreformation und einem aufkommenden Akademismus in der Literatur.
Die Verächtlichmachung des Akademismus Mitte des 19. Jahrhunderts geht auch auf wesentliche Änderungen im Kunstmarkt zurück. Aufgrund der besseren Verfügbarkeit industriell hergestellter Farben und Leinwände wie auch dem starken Anstieg der Zahl der Künstler im Paris des 19. Jahrhunderts wurden die Galeristen des 19. Jahrhunderts im Licht dessen, was der Soziologe Pierre Bourdieu den Anti-Ökonomismus des Kunstfeldes nannte, in den Hintergrund gedrängt.
Der Salon als Kunstausstellung lockte zu jener Zeit, als die technischen visuellen Massenmedien noch nicht existierten, Hunderttausende von Besuchern an. Die Galeristen blieben aber außen vor. Davon zeugen bekannte Gruppenporträts im anti-akademistischen Künstlermilieu der 1860er und 1870er Jahre. Auf ihnen finden sich neben Malern zwar durchaus Schriftsteller wie Baudelaire und Zola aber niemals Händler oder Galeristen. Sie wurden damals genauso wenig wie Berthe Morisot und Mary Cassatt – die erfolgreichsten impressionistischen Malerinnen – in Porträts künstlerischer Netzwerke einbezogen.
Der akademische Künstlertypus wurde von Pierre Bourdieu demgemäß im Anschluss an Max Webers Typologie als „priesterlich“ eingestuft, im Gegensatz zu dem an Neuerung orientierten „prophetischen“ Typus, wie ihn etwa  Manet und ein Teil der Impressionisten repräsentierten, insbesondere Monet und Degas. In der Errichtung der damaligen Museen, das diesen priesterlich orientierten Typus von Malern aufzuwerten drohte, sah Bourdieu ein allgemeineres Anliegen am Werk, als bloß die Rehabilitierung einer solchen von ihm als „scholastisch“ eingestuften Kunst. Er interpretierte es als den Versuch, den Typus des „homo academicus“, verstanden als eine zum akademischen Maler homologe Figur, im universitären Feld aufzuwerten.
Im Roman Alte Meister des österreichischen Schriftstellers Thomas Bernhard hat sich  der Protagonist, der Kunstkritiker Reger, ein imaginäres Museum erschaffen, wo alle großen Künstler, seien es Maler, Musiker oder Schriftsteller, präsent sind. Die Menschheit sei ein gigantischer Staat geworden, von dem einem schon beim Aufstehen übel werde und der mit seinem Akademismus verhindere, dass Menschen frei denken könnten.
Thomas Wegmann und Norbert Christian Wolf sehen Akademismus auch bei dem Umgang mit Populärkultur gegeben. Pornographie, Comics und Horrorfilme würden zunehmend kosmetisch aufgewertet und der Postmoderne im Sinne Leslie Fiedlers zugeordnet. Darüber würden aber die enormen Veränderungen der Populärkultur seit den 1960er Jahren vernachlässigt.

## Akademismus als Praxisferne
Der Soziologe Alvin W. Gouldner kritisierte in den späten 1960er Jahren die akademische Soziologie und den Akademismus. Er verurteilte „Theoretiker, die ihre Systeme mit Watte in den Ohren entwickelten, taub für die anklagenden Stimmen sozialer Bewegungen“.
Der Medienwissenschaftler Michael Haller kritisiert den „Akademismus der deutschen Universitäten mit ihren Berührungsängsten gegenüber der Berufswelt“. Als Beispiel nennt er in einem Beitrag zur Didaktik der Journalistik die gängige Praxis bei Bachelorstudiengängen, die zwar offiziell eine zunehmende Berufsorientierung vermitteln sollen, faktisch aber nach wie vor dem Ideal der Forschungsorientierung nachtrauern. In der Lehre würde weiterhin Wissensvermittlung im Frontalunterricht betrieben, der Anspruch der Praxisorientierung wie der Berufsnähe nur propagiert und mangels Fähigkeit dazu an die Fachhochschulen verwiesen. Damit führe der überkommene Akademismus in ein abstrakt-akademisches und sich weiter von der Praxis entfernendes Wolkenkuckucksheim.
Der Fernsehautor Armin Maiwald verwies in einem Interview mit der Wochenzeitung Die Zeit auf die Verwendung des Begriffs durch Karl Popper, der „die ganze hochschwallige Ausdrucksweise vieler Philosophen für den typisch deutschen Akademismus hielt“.

## Belege
1. ↑  Definition des Akademismus im Duden online
2. ↑  Vergleiche auch die Definition bei Merriam Webster, wo academicism auch als purely speculative thoughts and attitudes beschrieben wird.
3. ↑  Romantik und Akademismus, Karl Gustav Fellerer, G. Bosse, 1987
4. ↑  Der Akademismus in der deutschen Musik des 19. Jahrhunderts, Karl Gustav Fellerer, Westdt. Verl., 1976
5. ↑  Geschichte der neuern litteratur: Gegenreformation und akademismus, Adolf Stern,  1882
6. 1 2 3  01 2007 „Kreativität und Innovation“ im 19. Jahrhundert Harrison C. White und die impressionistische Revolution - erneut betrachtet, von Ulf Wuggenig
7. ↑  “Die” Kunst: Ein Entwurf zur Welt:ein Vergleich zwischen den Werken Alte Meister von Thomas Bernhard und Schlafes Bruder von Robert Schneider, Julie Anne Demel, Peter Lang, 2009, u. a. S. 88
8. ↑   Beginn war der Freiburger Vortrag Fiedlers 1968, siehe unter anderem Danny Walther, Die "Fiedler-Debatte" oder Kleiner Versuch, die "Chiffre 1968" von links ein wenig auf-zuschreiben, Magisterarbeit, Danny Walther, Institut für Kulturwissenschaften der Universität Leipzig, 2007
9. ↑  "High" und "low": Zur Interferenz von Hoch- und Populärkultur in der Gegenwartsliteratur Thomas Wegmann, Norbert Christian Wolf, Walter de Gruyter, 23. Dezember 2011, S. 44 ff.
10. ↑  Gouldner, Alvin (1920–1980): Blackwell Encyclopedia of Sociology, 2007, ISBN 978-1-4051-2433-1. (Extrakt (Memento des Originals vom 31. Juli 2013 im Internet Archive)  Info: Der Archivlink wurde automatisch eingesetzt und noch nicht geprüft. Bitte prüfe Original- und Archivlink gemäß Anleitung und entferne dann diesen Hinweis.)
11. ↑  “In the late 1960s Gouldner (), among others, denounced theorists who developed systems with cotton in their ears, deaf to the clamoring voices of the social movements and racial and urban rioting of the time.” In: Didier Lapeyronnie: Radical Academicism, or the Sociologist’s Monologue. Who are Radical Sociologists Talking with?, Revue française de sociologie 2006/5 (Vol. 47)
12. ↑  Jan-Martin Wiarda: Medien-was?, Die Zeit, 19. Mai 2005
13. ↑  Michael Haller: Didaktischer Etikettenschwindel: Die Theorie-Praxis-Verzahnung der Journalistik, Abschnitt Der überkommene Akademismus. In: Beatrice Dernbach, Wiebcke Loosen (Hrsg.): Didaktik der Journalistik. Konzepte, Methoden und Beispiele aus der Journalistenausbildung. 2012, S. 50.
14. ↑  Manuel J. Hartung: Die Mensa mit der Maus, Die Zeit, 18. Februar 2009.